# レオヴェジウド・リンス・ダ・ガマ・ジュニオール
ジュニオール（Júnior）ことレオヴェジウド・リンス・ダ・ガマ・ジュニオール（Leovegildo Lins da Gama Júnior、1954年6月29日 - ）は、ブラジル・ジョアンペソア出身の元サッカー選手、指導者。元ブラジル代表。ポジションはDF (左サイドバック) 、1980年代中盤頃からはMF。

## クラブ経歴
子供の頃からフラメンゴのファンで、ユースチームに入団した。1974年からトップチームに参加、右サイドバックとしてキャリアをスタートさせたが、このことにより、それまで学んでいた経済学を諦めることとなった。フラメンゴでは、ジーコらと共に数々のタイトルを獲得、コパ・リベルタドーレス1981では決勝でブレロア破り優勝、同年トヨタカップでも先発出場しリヴァプールを3-0と破り優勝を果たした。元々は中盤の選手であったがフラメンゴ、代表チームではジーコが居たことから左サイドバックとしてプレーしていた。1984年頃には、当時30歳であったが、ヨーロッパの多くのチームからオファーを受ける存在となっていた。
1984-85シーズンからにトリノ に移籍、当時のGMであったモッジに、サイドバックではなく、MFとしてのプレーすることを約束させ、トリノへの移籍を承諾した。洗練されたプレーを披露し、プレーメーカーとして、多くのチャンスを生み出した。コッパ・イタリアのチェゼーナ戦でデビュー、デビュー2試合目、同大会のクレモネーゼ戦では、1ゴール2アシストを決めた。リーグ6節のラツィオ戦でセリエA初ゴールを挙げると、26試合で7ゴールを挙げ、同シーズンは優勝を逃したものの、エラス・ヴェローナFCに続く第2位の好成績に貢献、ファンやメディアからも賞賛されるプレーで、同シーズンのセリエA最優秀選手賞を受賞した。1985-86シーズンはリーグ第3位に入った。1987-88シーズン、ペスカーラへ移籍、1988-89シーズン、個人としてはプレスからリーグの最優秀外国人選手を選ぶ投票で2位に入るなど、プレーを高く評価されたが、奮闘むなしく、チームはセリエAに残留出来なかった。
イタリアでは計5シーズンを過ごし、その後35歳の時に古巣フラメンゴに復帰、1991年には短期の契約でトリノの選手としてプレーし、ミトローパ・カップでは、決勝点をアシストして優勝した。1992年にはリーグ優勝を果たし、1993年に現役を引退した。フラメンゴの選手としてはクラブ最多出場記録となる857試合に出場、77得点を挙げた。

## 代表経歴
「黄金のカルテット」を擁した1982年ワールドカップ・スペイン大会のブラジル代表で左サイドバックとして出場した。サイドバックながら多くの時間を中盤より前のエリアでプレイし、2次リーグのアルゼンチン戦で1ゴールを決めるなど、好守にブラジル代表のサイド攻撃を支えた。
1986年ワールドカップ・メキシコ大会ではジーコが怪我で控えに回ったことから中盤でプレー、カレカやミューレルらにチャンスメークをした。ワールドカップ以降は代表を遠ざかっていたが、1992年4月15日のフィンランド戦で約6年振りに代表に復帰、最後にブラジル代表としてプレーした1992年12月16日のドイツ戦時は38歳であった。

## 現役引退後
2006年には、チッタとともにスカウティング担当として、ジーコ監督率いるワールドカップドイツ大会の日本代表スタッフに加わった。

## 人物
- ボールタッチが柔らかく、ヴィジョンにも優れ、味方に優れたクロスボールを供給した[1]。また、FKのスペシャリストとしても知られた[10]。

- ペレは「総合的な能力で見ればジーコよりも優れている。」と高く評価していた[11]。

- ミュージシャンとして数枚のレコードを発売していて、特に1982年のワールドカップ時に発売された『ボア・カナリーニョ』は72万枚を超える売り上げを記録するヒット曲となった[12]

- 1990年には日本でサンバ歌手としてライブを行い[4]、その模様はJúnior Live in Japanとのタイトルで翌年にCD化され発売されている（現在は廃盤）。

## 指導者歴
- CRフラメンゴ 1993 - 1994
- CRフラメンゴ 1997
- SCコリンチャンス・パウリスタ 2003

## タイトル
- ワールドカップオールスターチーム : 1982
- セリエA最優秀選手賞 : 1985
- ボーラ・ジ・オーロ : 1992
- ボーラ・ジ・オーロオールスターチーム : 1980, 1983, 1984, 1991, 1992
- 南米チームオブザイヤー : 1992